# Junior Libertas Pallacanestro 2009-2010
La Junior Casale Monferrato 2009-2010, sponsorizzata Fastweb, ha preso parte al campionato professionistico italiano di Legadue.

## Roster
| Giocatori |
| --------- |

|    | Naz.                                       | Ruolo | Sportivo          | Anno | Alt. | Peso |  |
| -- | ------------------------------------------ | ----- | ----------------- | ---- | ---- | ---- |  |
| 4  | Stati Uniti (bandiera)                     | PG    | Marcus Hall       | 1988 | 188  | 84   |  |
| 7  | Italia (bandiera)                          | PG    | David Cournooh    | 1990 | 188  | 84   |  |
| 8  | Regno Unito (bandiera)                     | AC    | Nick George       | 1982 | 202  | 95   |  |
| 10 | Italia (bandiera)                          | A     | Simone Pierich    | 1981 | 198  | 97   |  |
| 13 | Stati Uniti (bandiera) · Italia (bandiera) | AC    | David Chiotti     | 1984 | 203  | 115  |  |
| 14 | Italia (bandiera)                          | AC    | Tommaso Fantoni   | 1985 | 204  | 100  |  |
| 18 | Italia (bandiera)                          | AC    | Marco Tagliabue   | 1986 | 207  | 97   |  |
| 19 | Italia (bandiera)                          | A     | Andrea Ghiacci    | 1981 | 200  | 100  |  |
| 20 | Italia (bandiera)                          | A     | Giancarlo Ferrero | 1988 | 195  | 92   |  |
| 22 | Stati Uniti (bandiera)                     | G     | Jarrius Jackson   | 1985 | 183  | 83   |  |

| Staff tecnico                |
| ---------------------------- |
| Allenatore: Marco Crespi     |
| Assistente: Andrea Valentini |

Legaduebasket: Dettaglio statistico